# Mustafa Mohamed

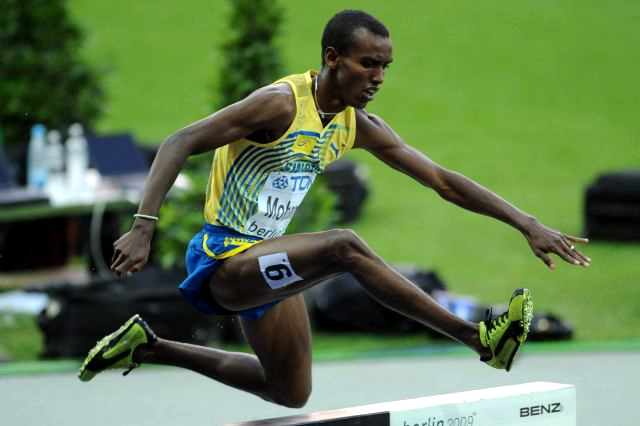
Mustafa Mohamed bei den Weltmeisterschaften 2009

Mustafa Mohamed (* 1. März 1979 in Mogadischu) ist ein schwedischer Hindernis- und Langstreckenläufer somalischer Herkunft.
Mustafa Mohamed wanderte mit elf Jahren aus seiner Heimat Somalia nach Schweden aus.
Den ersten internationalen Erfolg feierte Mohamed bei den Juniorenweltmeisterschaften 1998. Hier belegte er über 3000 Meter Hindernis Rang acht.
2002 siegte er beim Göteborgsvarvet. Im Jahr darauf kam bei den Halbmarathon-Weltmeisterschaften in Vilamoura auf den 30. Platz. 2004 gewann er erneut den Göteborgsvarvet und qualifizierte sich im Hindernislauf für die Olympischen Spiele 2004 in Athen, bei denen er mit persönlicher Bestzeit von 8:18,05 min Rang 13 belegte. Bei den Weltmeisterschaften 2005 in Helsinki wurde er in derselben Disziplin Zehnter.
2006 lief er bei der DN Galan in Stockholm über 3000 Meter Hindernis 8:14,67 min. Einen Monat später wurde er bei den Europameisterschaften in Göteborg mit einer Zeit von 8:27,79 min Vierter und verpasste damit die Bronzemedaille um sechs Zehntelsekunden. Ebenfalls Bronze gewann er bei den Crosslauf-Europameisterschaften in San Giorgio su Legnano, und bei den Crosslauf-Weltmeisterschaften 2007 in Mombasa kam er auf den 28. Platz.
Im selben Jahr verbesserte er über 3000 Meter Hindernis am 28. Juli den 31 Jahre alten schwedischen Landesrekord von Anders Gärderud auf 8:05,75 min, wurde Vierter bei den Weltmeisterschaften in Osaka und errang Silber bei den Crosslauf-Europameisterschaften in Toro.
2008 wurde er Dritter beim Great Manchester Run und über 3000 Meter Hindernis Zehnter bei den Olympischen Spielen in Peking und gewann Bronze bei den Crosslauf-Europameisterschaften in Brüssel.
Bei den Weltmeisterschaften 2009 in Berlin kam er über 3000 Meter Hindernis auf den 14. Platz, bei den Europameisterschaften 2010 in Barcelona schied er im Vorlauf aus.
Mustafa Mohamed lebt in Lysekil und startet für den Verein Hälle IF.

## Persönliche Bestzeiten
- 1500 m: 3:44,01 min, 29. Mai 2009, Nijmegen
- 1 Meile: 4:00,02 min, 16. August 2005, Malmö
- 3000 m: 7:59,84 min, 31. Mai 2008, Saragossa
  - Halle: 7:54,05 min, 18. Februar 2009, Stockholm
- 5000 m: 13:32,08 min, 6. Juni 2007, Kassel
  - Halle: 13:39,71 min, 2. Februar 2006, Stockholm (schwedischer Rekord)
- 10.000 m: 28:49,14 min, 26. Juni 2002, Turku
- 10-km-Straßenlauf: 28:12 min, 18. Mai 2008, Manchester
- Halbmarathon: 1:03:35 h, 25. Mai 2002, Göteborg
- 3000 m Hindernis: 8:05,75 min, 28. Juli 2007, Heusden-Zolder